# Велика флота
Велики флота (енгл. Grand Fleet) је била главна флота Британске Краљевске морнарице током Првог светског рата. 

## Историја
Велика флота формирана је августа 1914. године из редова Прве и Друге флоте, укључујући и 35-40 најрепрезентативнијих британских војних бродова. У почетку је флотом командовао адмирал сер Џон Џелико. Њега је 1916. године заменио адмирал сер Дејвид Бити. 
Флота је прво била укотвљена на Скапа Флоуу на Оркнијским острвима, а касније код Росита, у естуару Ферт ов Форт , и учествовала је у највећој акцији поморске флоте током рата у бици код Јиланда.
У априлу 1919. године, флота је расформирана и део њене снаге прешао је у састав нове Атлантске флоте.